# National Car Rental
National Car Rental är en USA-baserad biluthyrningsfirma med huvudkontor i Missouri.
Företaget grundades den 27 augusti 1947 av 24 självständiga biluthyrare. National har växt från 60 platser i USA 1947 till över 2 000 platser världen över under 2005.
I Sverige finns National huvudsakligen på flygplatser som till exempel Stockholm-Arlanda, Umeå och Trollhättan-Vänersborgs flygplatser, men även utanför flygplatser som bland annat i Gävle och Malmö. Totalt finns National Car Rental etablerade i 35 städer i Sverige. 